# Glaciares de los Pirineos

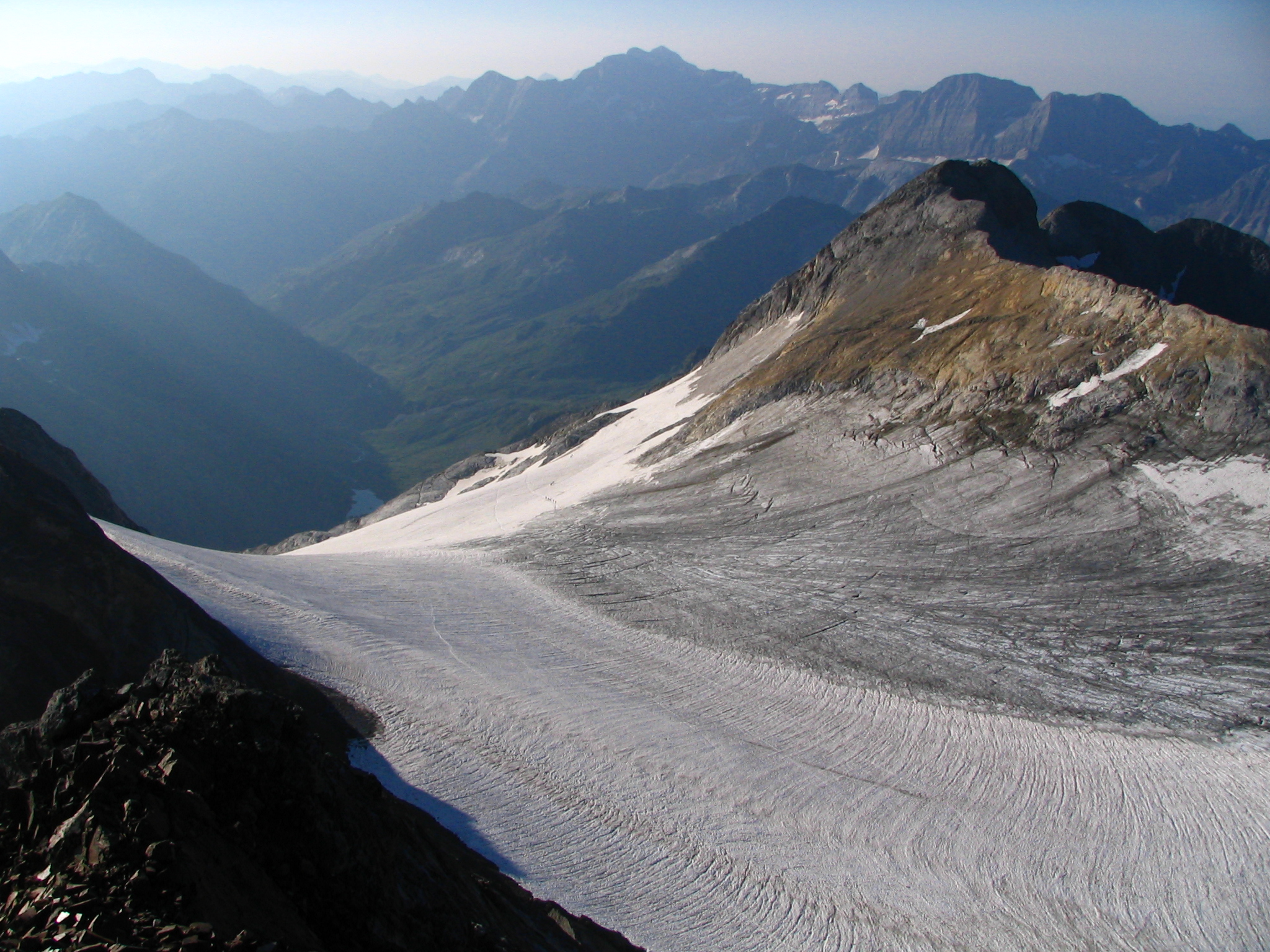
Glaciar de Ossoue, en el Pirineo francés.

Los glaciares de los Pirineos son el último resto de las masas de hielo que cubrían la cordillera durante la era glacial. Son los glaciares más meridionales de Europa y, aunque se encuentran distribuidos por las dos vertientes pirenaicas, son mayores en la vertiente sur. Todos son glaciares de montaña en su última fase. Solo se conservan los circos glaciares y, en algunos casos, pequeñas lenguas que no descienden hasta el valle. 
Quedan 19 masas glaciares en la cordillera pirenaica, de los cuales solo 10 pueden ser considerados glaciares propiamente dichos ya que los 9 restantes son neveros, es decir, masas de hielo permanente de cierto tamaño pero sin movimiento propio, que es la característica definitoria de un glaciar. 
Fueron cartografiados por primera vez por el geógrafo francoalemán Franz Schrader, que estudió los glaciares pirenaicos a finales del siglo XIX haciendo mediciones de cada uno de ellos.

## Vertiente sur

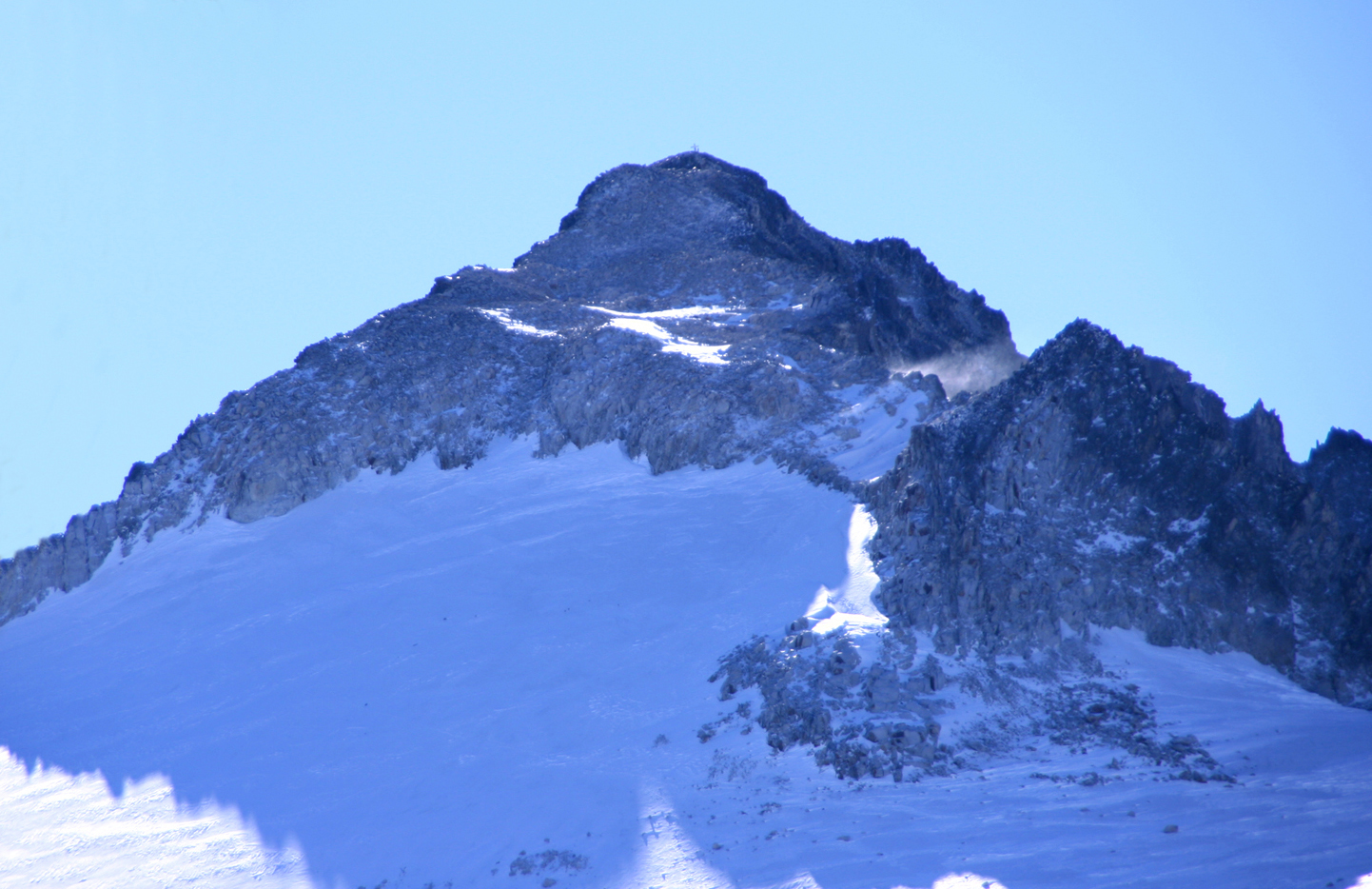
Glaciar del Aneto, en el Pirineo español.

Tan solo la parte central del Pirineo español cuenta con glaciares. Se concentran en la cabecera de los valles de Tena, Ordesa y Benasque. La orientación habitual de estos glaciares es la norte y sólo se presentan a partir de los 2.700 metros de altitud, generalmente rodeados por circos rocosos de más de 3.000 metros. Los glaciares y neveros de la vertiente sur con una superficie de más de 1 hectárea (10 000 metros cuadrados) son:

### Valle de Benasque
- Glaciar del Aneto - 85 ha (2007)[1]
- Glaciar de la Maladeta - 33 ha (2007)
- Glaciar de Barrancs - 8 ha (2007)
- Glaciar de Coronas - 1,3 ha (2007)
- Glaciar de Tempestades - 10 ha (2007)
- Glaciar de Alba - 3 ha (1990)[2]
- Glaciar de Salenques - 1,2 ha (1990)

### Macizo de Posets
- Glaciar de Posets - 2 ha (2007)
- Glaciar de Llardana - 9 ha (2007)
- Glaciar de la Paul - 6 ha (2007)

### Macizo del Perdiguero
- Glaciar de Literola - 1,5 ha

### Macizo de Monte Perdido-Gavarnie
- Glaciar del Monte Perdido - 32 ha
- Glaciar del Cilindro - 6 ha

### Macizo de Vignemale
- Glaciar del Clot de la Hount - 2 ha
- Glaciar de Labaza - 9 ha

### Macizo de los Picos del Infierno
- Glaciar del Infierno - 6 ha (2004)
- Glaciar de Frondellas - 7 ha (1991)
- Glaciar de la Brecha Latour - 4 ha (1996)

### Macizo de La Munia
- Glaciar de Robiñera - 5 ha (1990)

## Vertiente norte

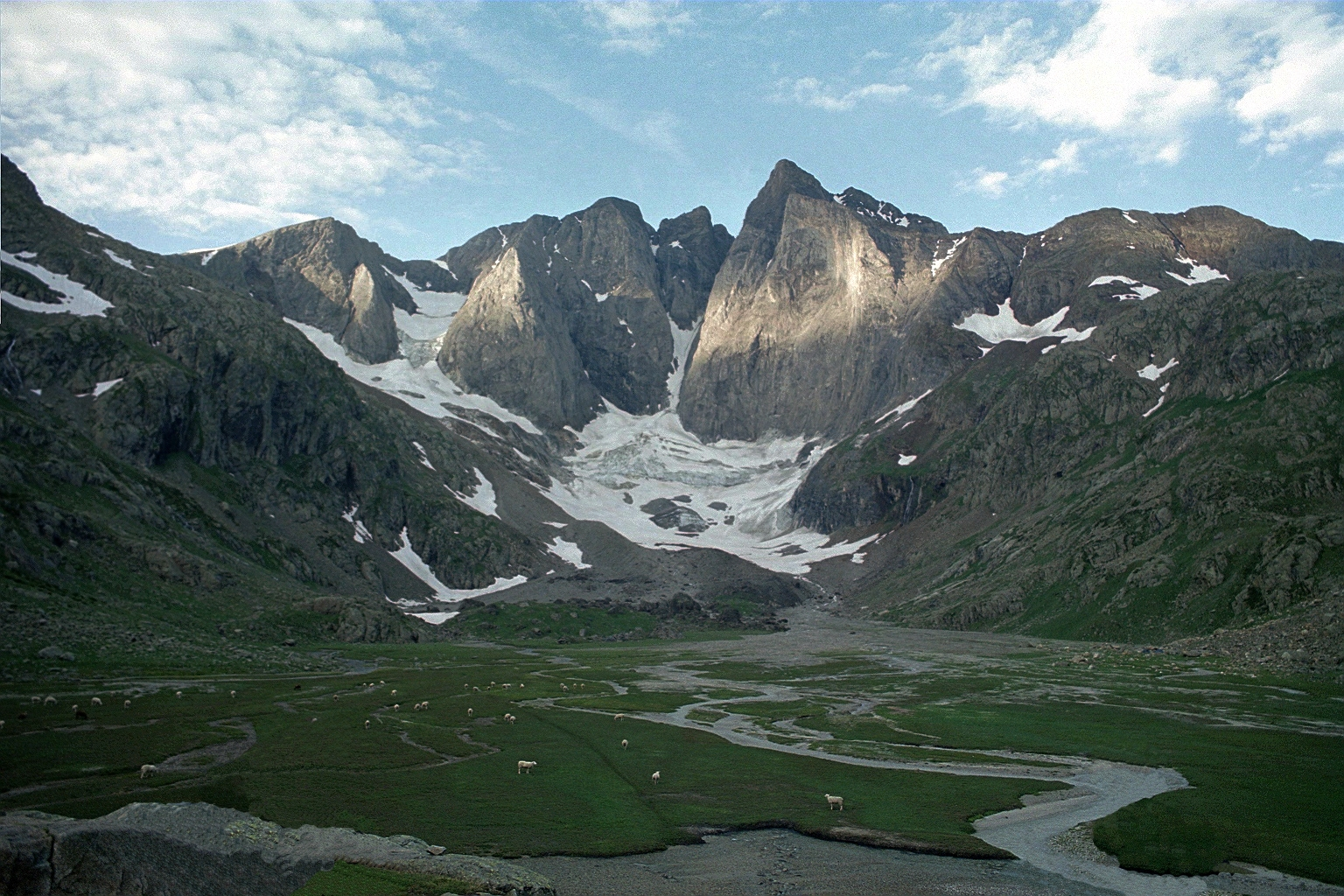
Glaciar de Vignemale, en el Pirineo francés.

Al igual que en el lado español, en la vertiente norte de la cordillera las masas glaciares se concentran en el área central de la cadena montañosa. Aparecen a partir de los 2800 metros de altitud. En esta vertiente se encuentra la única lengua glaciar propiamente dicha de todos los Pirineos en el glaciar de Ossoue, en la cara norte del Macizo del Vignemale. Los glaciares y neveros de la vertiente norte con una superficie de más de 1 hectárea son:

### Macizo de Vignemale
- Glaciar de Las Néous - 8 ha (2007)
- Glaciar de Ossoue - 46 ha (2007)
- Glaciar de Oulettes - 13,5 ha (2007)
- Glaciar del Petit Vignemale 3,5 ha (2007)

### Macizo de Monte Perdido-Gavarnie
- Glaciar de Gabiétous - 8 ha (2007)
- Glaciar de Taillon - 12 ha (2007)
- Glaciar de Pailla - 8,5 ha (2007)

### Macizo de La Munia
- Glaciar de Munia - 4 ha (2007)
- Glaciar de Barroude - 5 ha (2001)

### Macizo del Perdiguero
- Glaciar de Gourgs Blancs - 2,5 ha (2006)
- Glaciar de la Baque - 13,5 ha (2007)
- Glaciar del Portillon d'Oô - 4 ha (2007)
- Glaciar de Boum - 7 ha (2007)

### Mont Valier
- Glaciar de Mont Valier - 1,5 ha (2004)

## Estado actual
Todos los glaciares del Pirineo se encuentran en recesión desde hace dos siglos. Se calcula que en 1830 la superficie glaciar de ambas vertientes del Pirineo era de unas 2.000 hectáreas (20 kilómetros cuadrados) y hoy se ha quedado reducida a una cuarta parte. Las causas por las que los glaciares pirenaicos se están fundiendo se deben fundamentalmente al calentamiento progresivo de la superficie de la Tierra desde el final de la Pequeña Edad de Hielo. En las últimas décadas la velocidad de fusión ha aumentado y se prevé que para el año 2070 no queden glaciares en los Pirineos. Con la desaparición de estos glaciares se daría por consumada la deglaciación en la península ibérica una vez fundidos los casquetes de la Cordillera Cantábrica, el Sistema Central y Sierra Nevada en los siglos precedentes. 
Debido a su estado terminal los glaciares pirenaicos son objeto de especial atención por parte de las autoridades españolas y francesas. En España fueron declarados en 1990 Monumentos Naturales por las Cortes de la Comunidad Autónoma de Aragón. El área protegida en la vertiente española es de 2.411 hectáreas que abarcan la masa helada del glaciar y las morrenas labradas por esos glaciares en tiempos pasados.

## Galería de imágenes

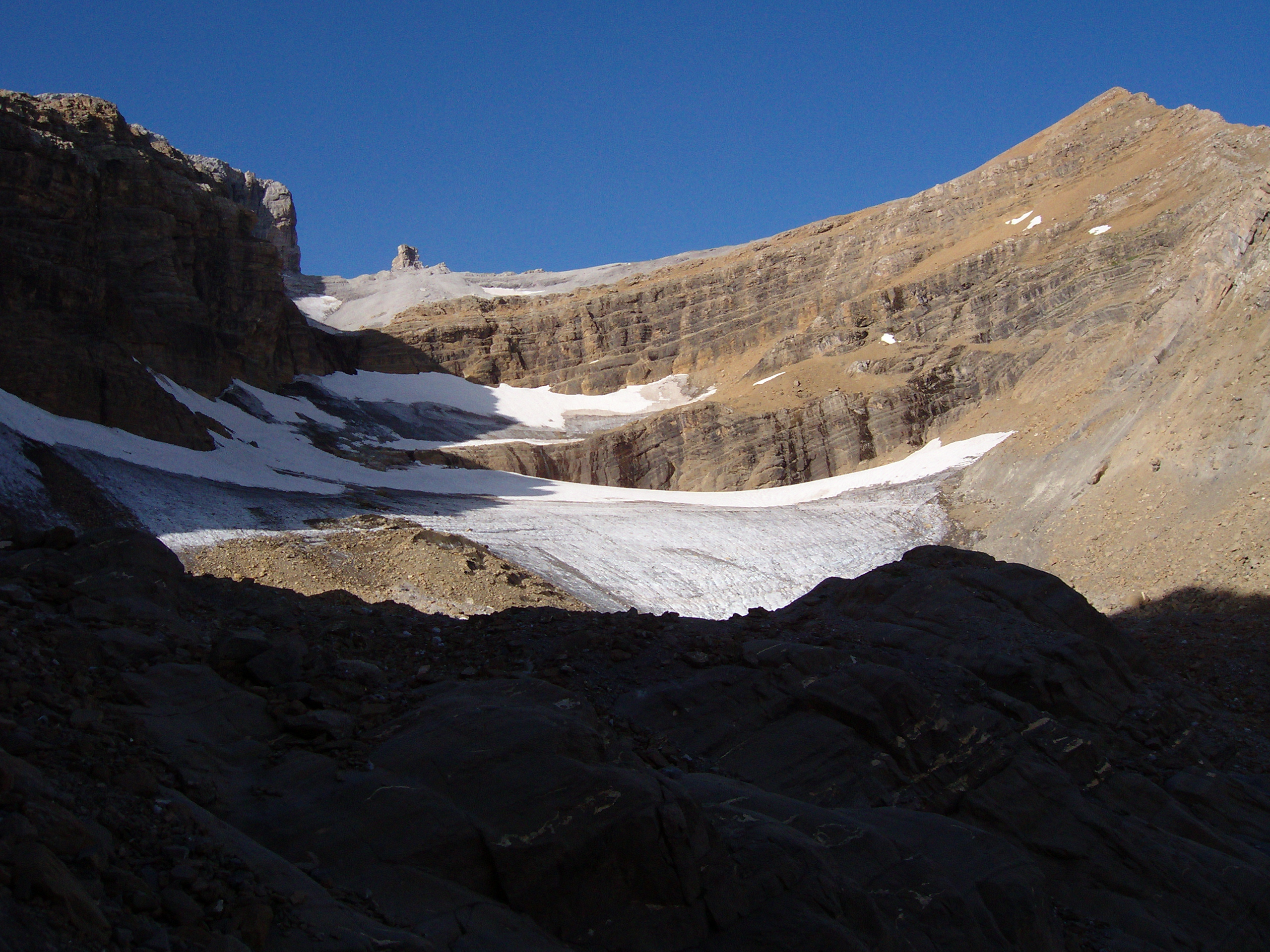
Glaciar de Taillon
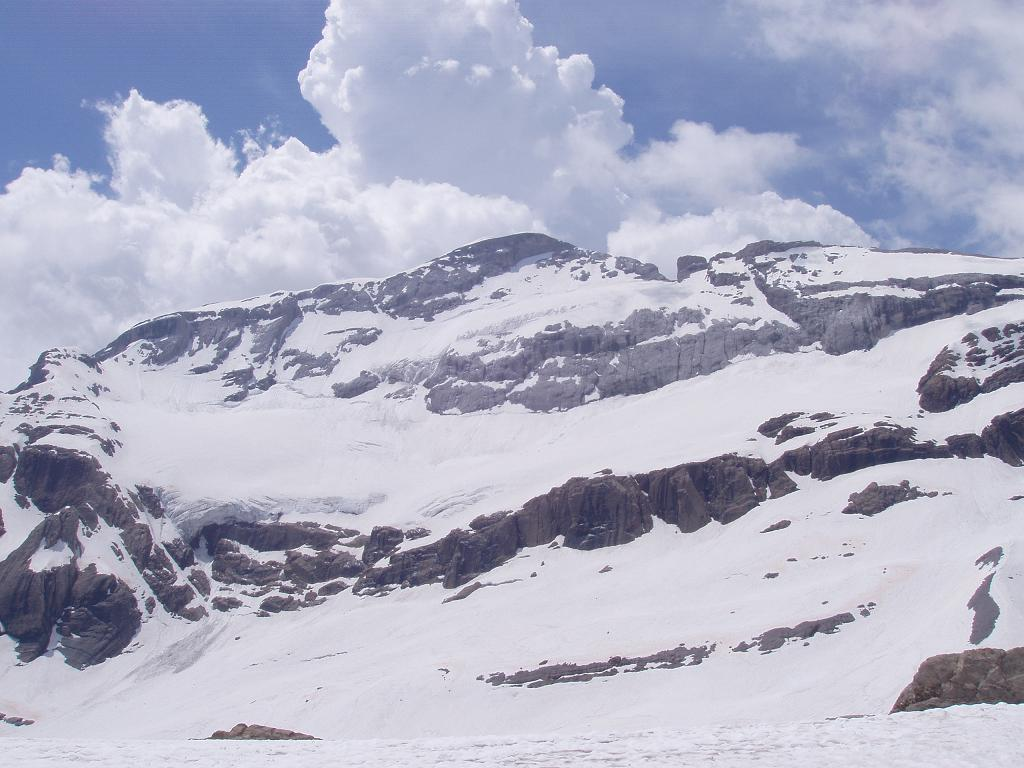
Glaciar de Monte Perdido
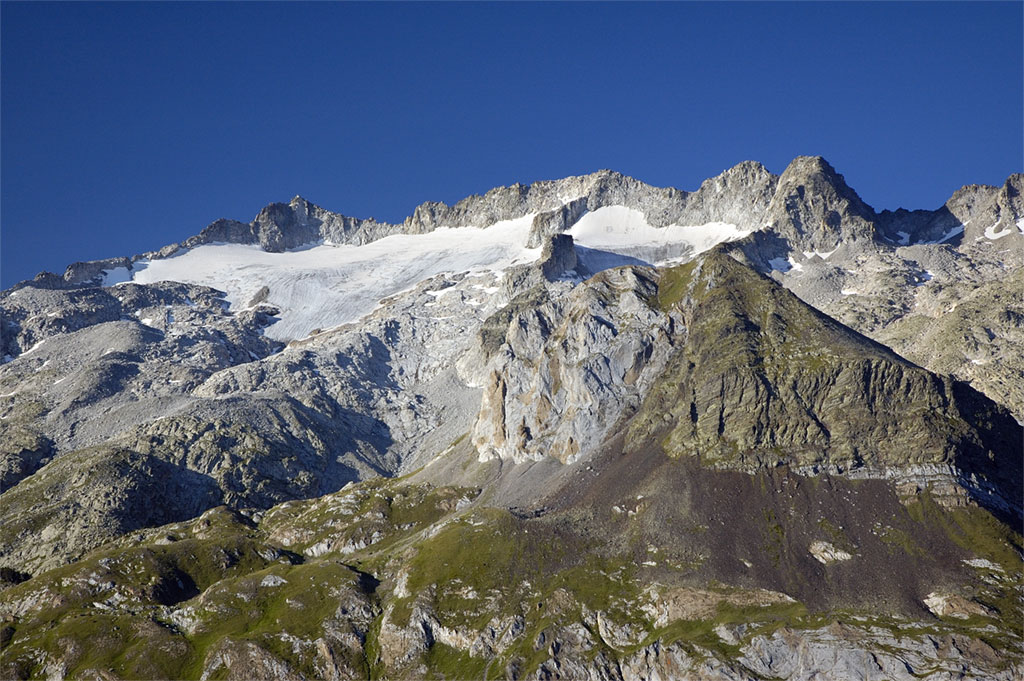
Glaciar de la Maladeta
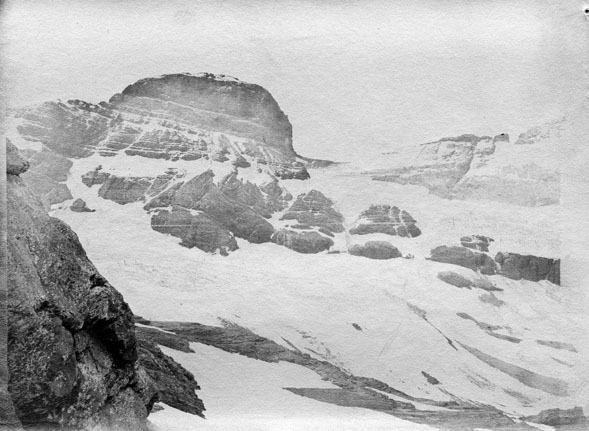
Glaciar de Monte Perdido en 1892
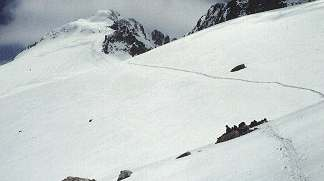
Glaciar del Aneto desde el Portillón
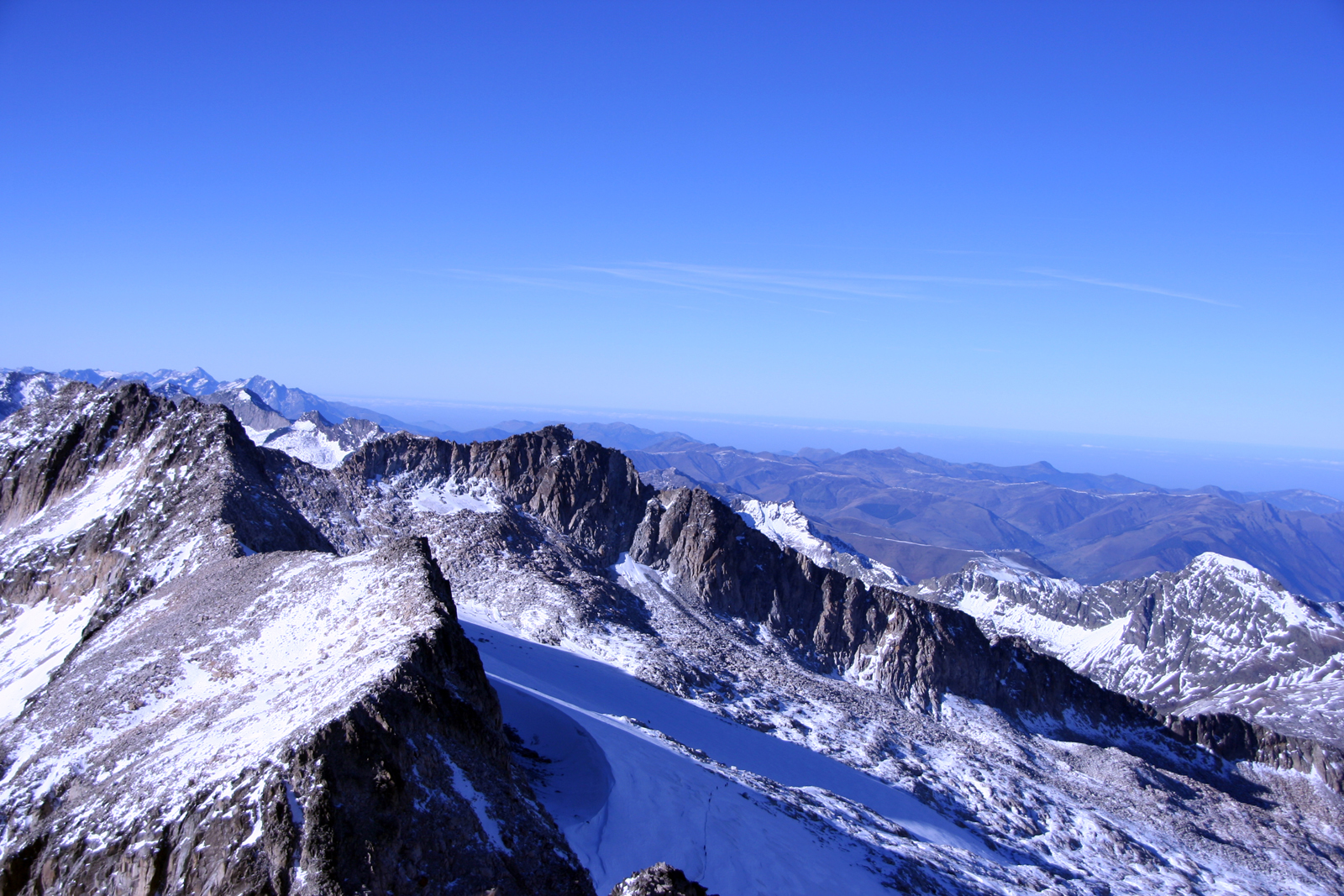
Glaciar del Aneto desde la cima
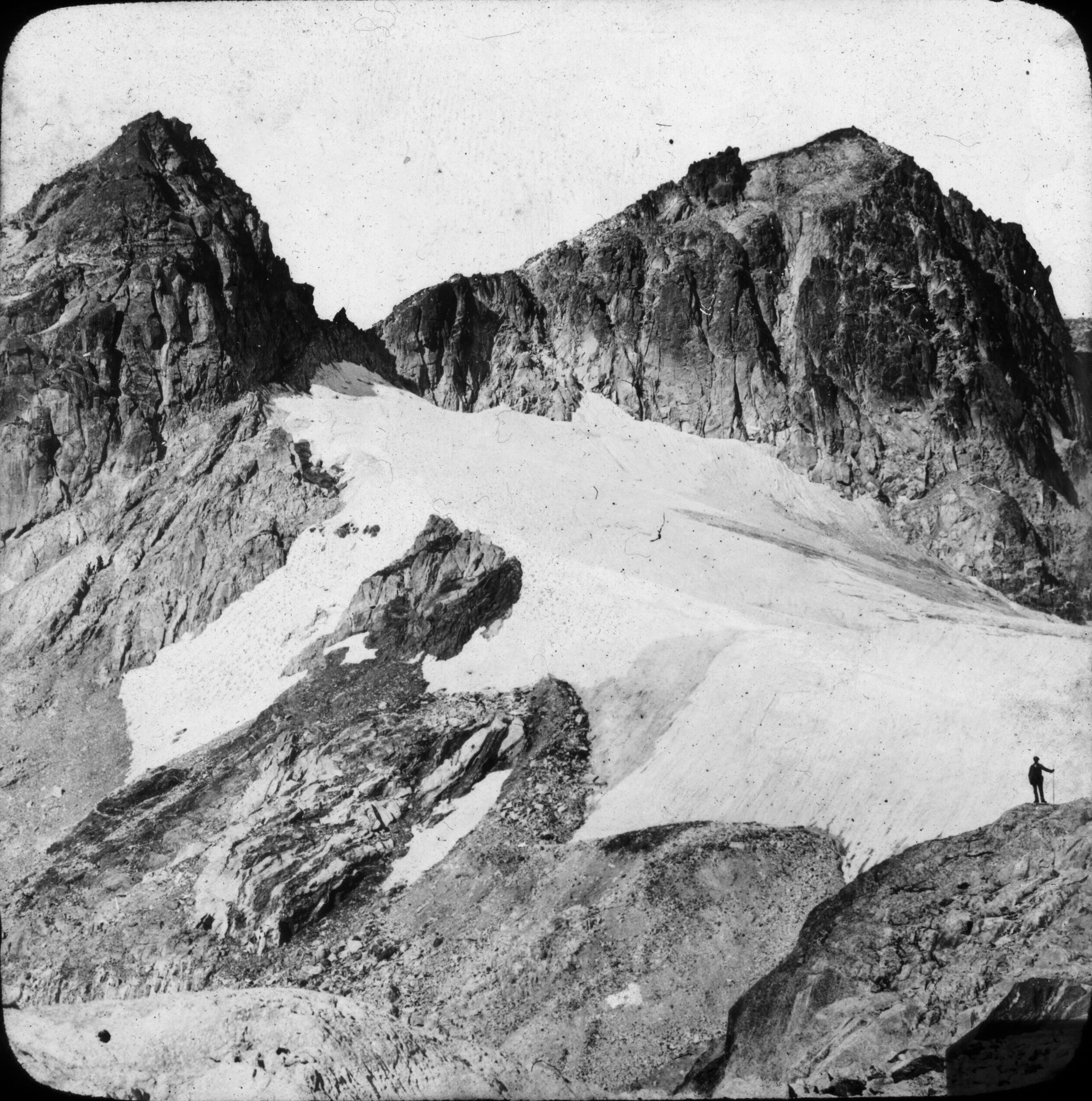
Glaciar del Portillon d'Oô en el siglo XIX
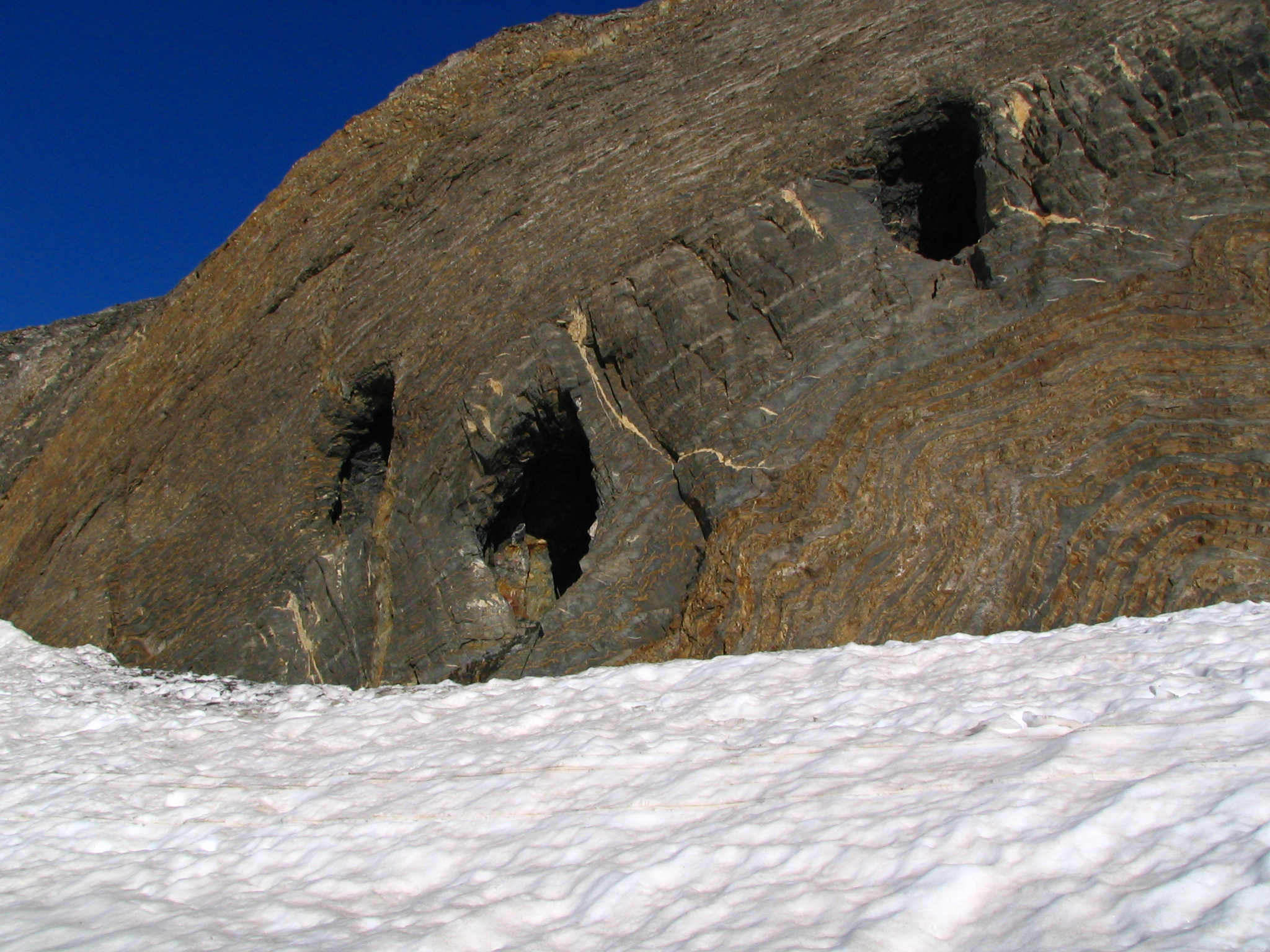
Detalle del Glaciar de Ossoue